# Sinta Dame
Sinta Dame is een bestuurslaag in het regentschap Toba Samosir van de provincie Noord-Sumatra, Indonesië. Sinta Dame telt 762 inwoners (volkstelling 2010).